# Zang
Zang ist ein Teilort der Gemeinde Königsbronn im Landkreis Heidenheim in Baden-Württemberg. Er liegt im Südwesten der Hauptgemeinde auf dem Albuch, einem Teil der Ostalb, auf einer Höhe von 670 m ü. NN (Kirche).

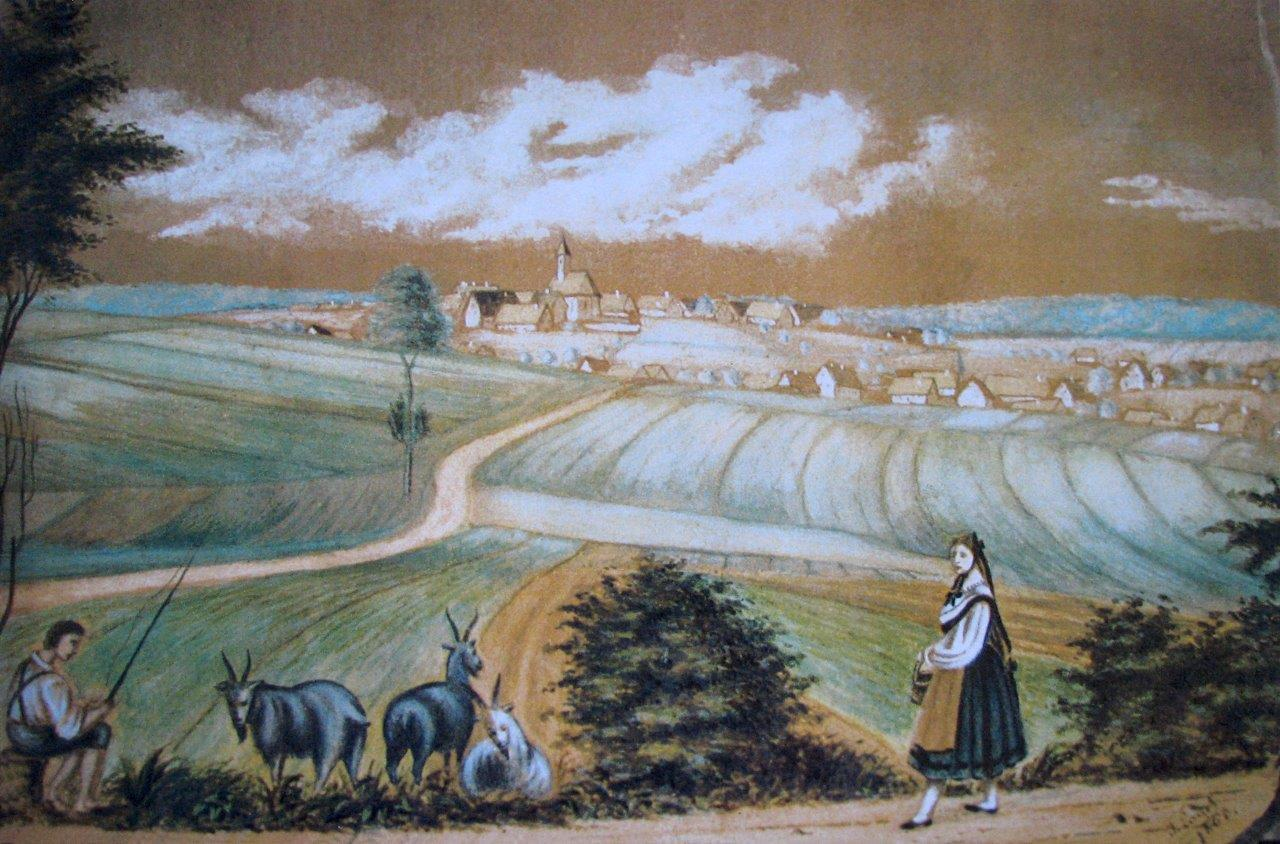
Das dörfliche Zang auf einem Gemälde von 1860

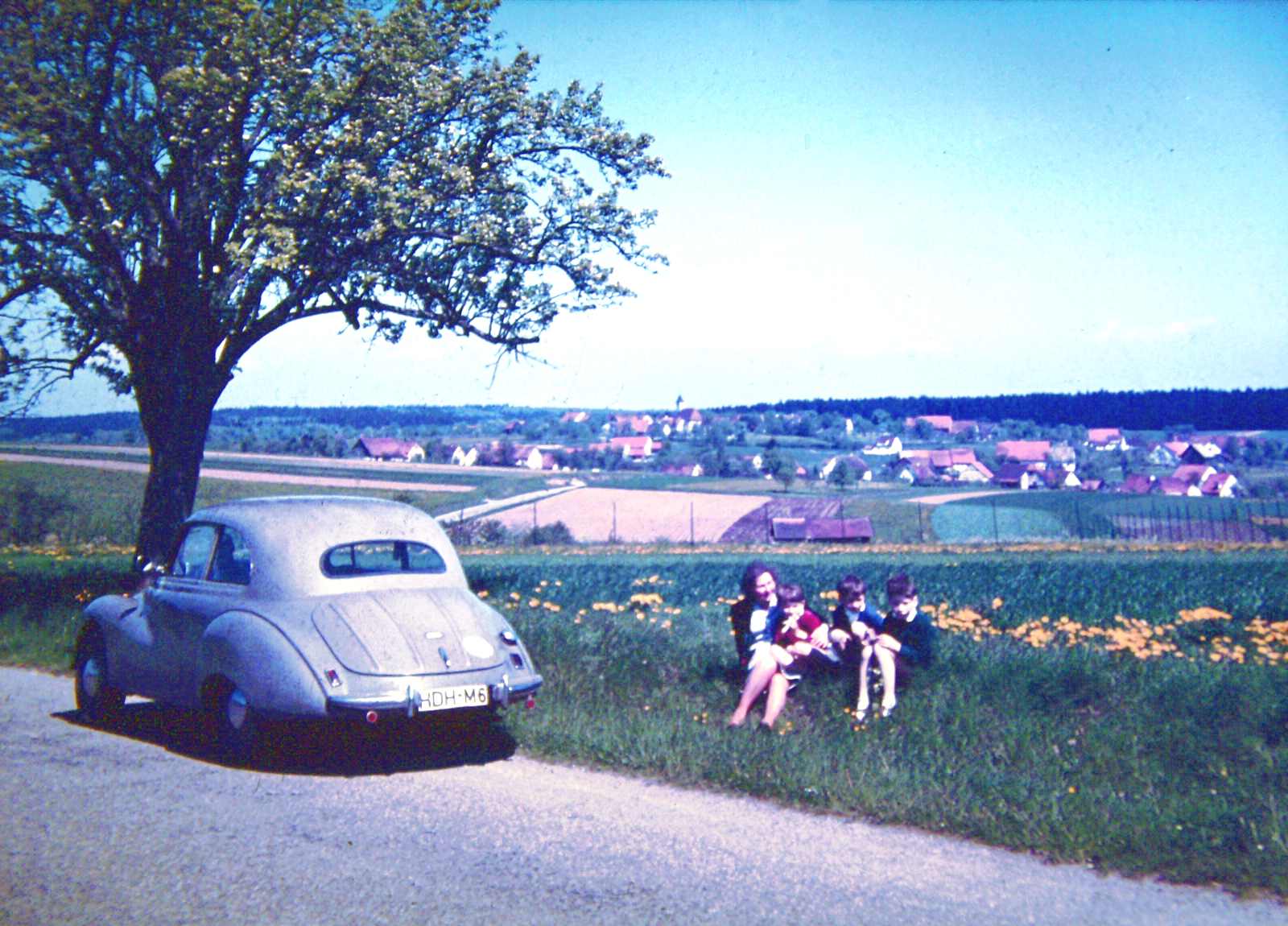
Zang aus südlicher Richtung (Mai 1962)

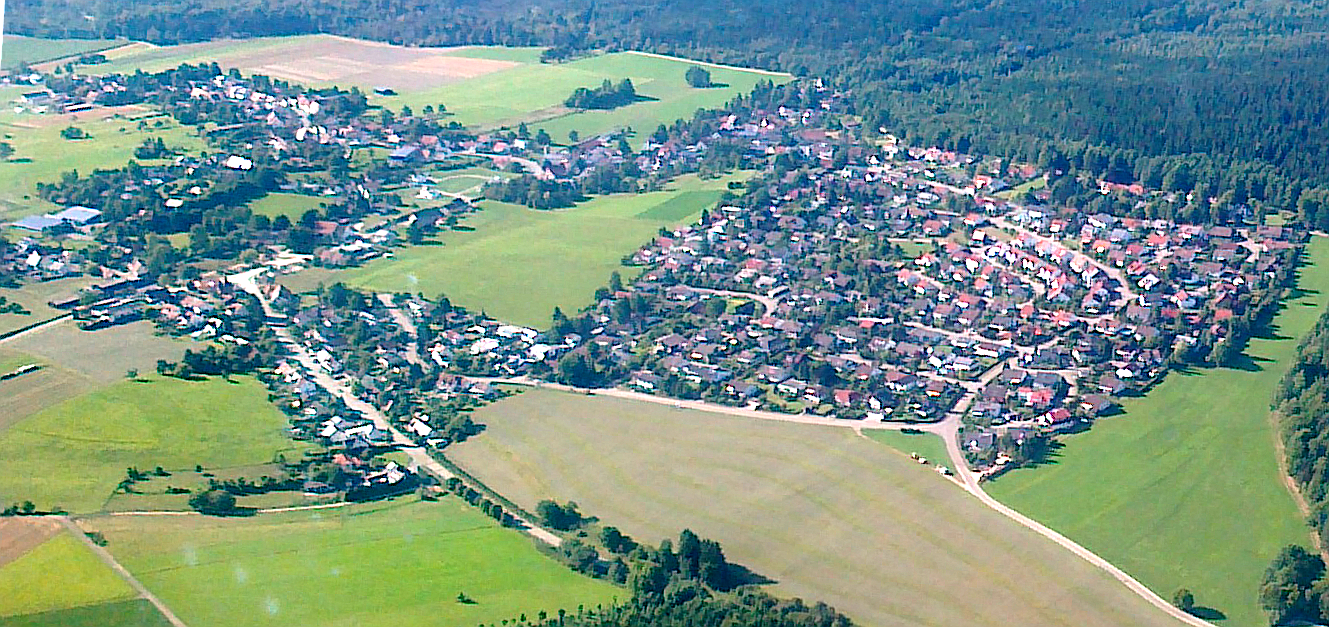
Luftaufnahme von Zang (19. August 2012)

## Geschichte

### Frühgeschichte
Archäologische Funde auf der Zanger Rodungsinsel weisen darauf hin, dass es dort bereits in der Jungsteinzeit zwischen 5500 und 2200 v. Chr. eine menschliche Ansiedlung gab. Wahrscheinlich wurde im Bereich des heutigen Ortes dann bereits im Hochmittelalter eine Waldhufensiedlung gegründet, die 1356 erstmals erwähnt wurde. Die Bewohner verließen diese Ansiedlung jedoch im späten Mittelalter wieder.

### Ortsentwicklung
Die ersten Häuser im neuzeitlichen Zang entstanden wohl um das Jahr 1500: Initiiert durch den damaligen Abt des Königsbronner Zisterzienserklosters, Melchior Ruff, wurden „auf des Klosters eigenen Wäldern“ sogenannte Söldhofstätten gegründet. Dies waren einfache Behausungen mit etwas Ackerland für die vom Kloster abhängigen Arbeiter (Söldner).
Die ersten Siedler waren vor allem Waldarbeiter und Köhler, welche die für die klostereigene Eisenverhüttung von Bohnerz notwendige Holzkohle liefern sollten. Im Lagerbuch des Klosters von 1538 werden 22 Söldhofstätten und deren Bewohner genannt, die dem Kloster zu Pacht und Fron verpflichtet waren. Bis 1739 kamen weitere 35 Söldhofstätten hinzu. Erst ab 1817 konnten die Anwesen jedoch im Zuge einer von König Wilhelm I. von Württemberg verordneten Ablösung von ihren Besitzern gekauft werden. Zur Befreiung von Pacht und Fron war jedoch die Zahlung eines 16-fachen Jahresbetrags nötig.
Im Laufe der Zeit wurde neben der Forstwirtschaft auch immer mehr Viehzucht und Ackerbau (meist Getreide und Kartoffeln) betrieben. Besonders im 18. und 19. Jahrhundert gab es auch viele Weber im Ort.
1580 ging das Kloster Königsbronn an das Herzogtum Württemberg über, und Zang kam damit politisch zu Springen – dem späteren Königsbronn. Erst 1819 wurde der Ort eine eigenständige Gemeinde, die am 1. September 1971 im Zuge der Baden-Württembergischen Gemeindereform wieder nach Königsbronn eingemeindet wurde.
Seit Ende der 1960er-Jahre siedelten sich immer mehr Neubürger in Zang an. Dies führte zu einem deutlichen Bevölkerungszuwachs, so dass das Neubaugebiet inzwischen den größten Teil der Einwohner beherbergt. Mittlerweile liegt die Einwohnerzahl bei ca. 1500. Der Ortsneckname der Zanger lautet Schnitzhäfe oder auch Beißzange.

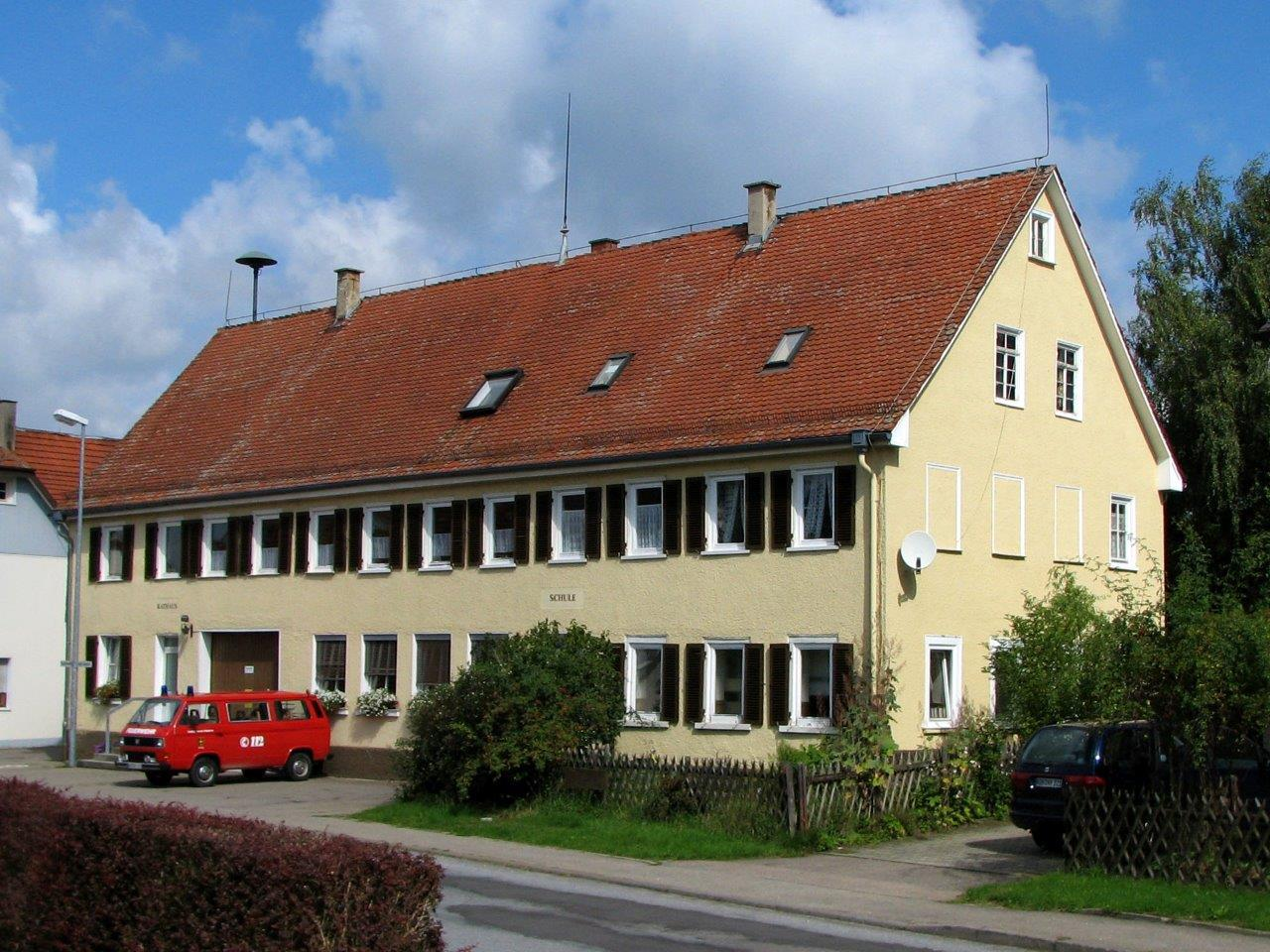
Schul- und Rathaus, erbaut 1835

| 1634 | 1652 | 1702 | 1826 | 1831 | 1905 | 1910 | 1914 | 1933 | 1946 | 1950 | 1955 | 1960 | 1965 | 1970 | 1980 | 1987 | 1990 | 1995 | 2000 | 2005 | 2010 | 2015 |
| ---- | ---- | ---- | ---- | ---- | ---- | ---- | ---- | ---- | ---- | ---- | ---- | ---- | ---- | ---- | ---- | ---- | ---- | ---- | ---- | ---- | ---- | ---- |
| 100  | 60   | 180  | 740  | 740  | 429  | 429  | 425  | 413  | 523  | 542  | 493  | 510  | 548  | 628  | 914  | 1255 | 1332 | 1396 | 1471 | 1263 | 1421 | 1444 |

### Schulwesen
Eine eigene Schule hat Zang seit dem Ende des 17. Jahrhunderts. Am 28. September 1696 sahen sich „Gemeinderat und ganze Gemeind zu Zang“ genötigt, eine „demütigste Petition“ an die Regierung zu richten, „in die Rezeption eines Partikularschulmeisters gnädigst zu willigen“. Als Begründung für den Antrag wurde angegeben, dass der ca. 5 km lange Fußweg von Zang in die Königsbronner Schule „der zarten Jugend“ wegen der „förchtigen Wälder“, des „grausam fallenden Schnees“ und der „reißenden Wölfe“ nicht zugemutet werden könne.

Der bewilligte Schulmeister musste zunächst in angemieteten Räumen unterrichten. Ein eigenes Schulhaus konnte sich die arme Gemeinde erst nach einer von der Württembergischen Regierung angeordneten landesweiten Sammlung für das Dorf im Jahre 1826 leisten, bei der 1.734 Gulden zusammenkamen. Es wurde 1835 als gemeinsames Gebäude mit dem Rathaus errichtet und dient auch heute noch zum Schulunterricht.

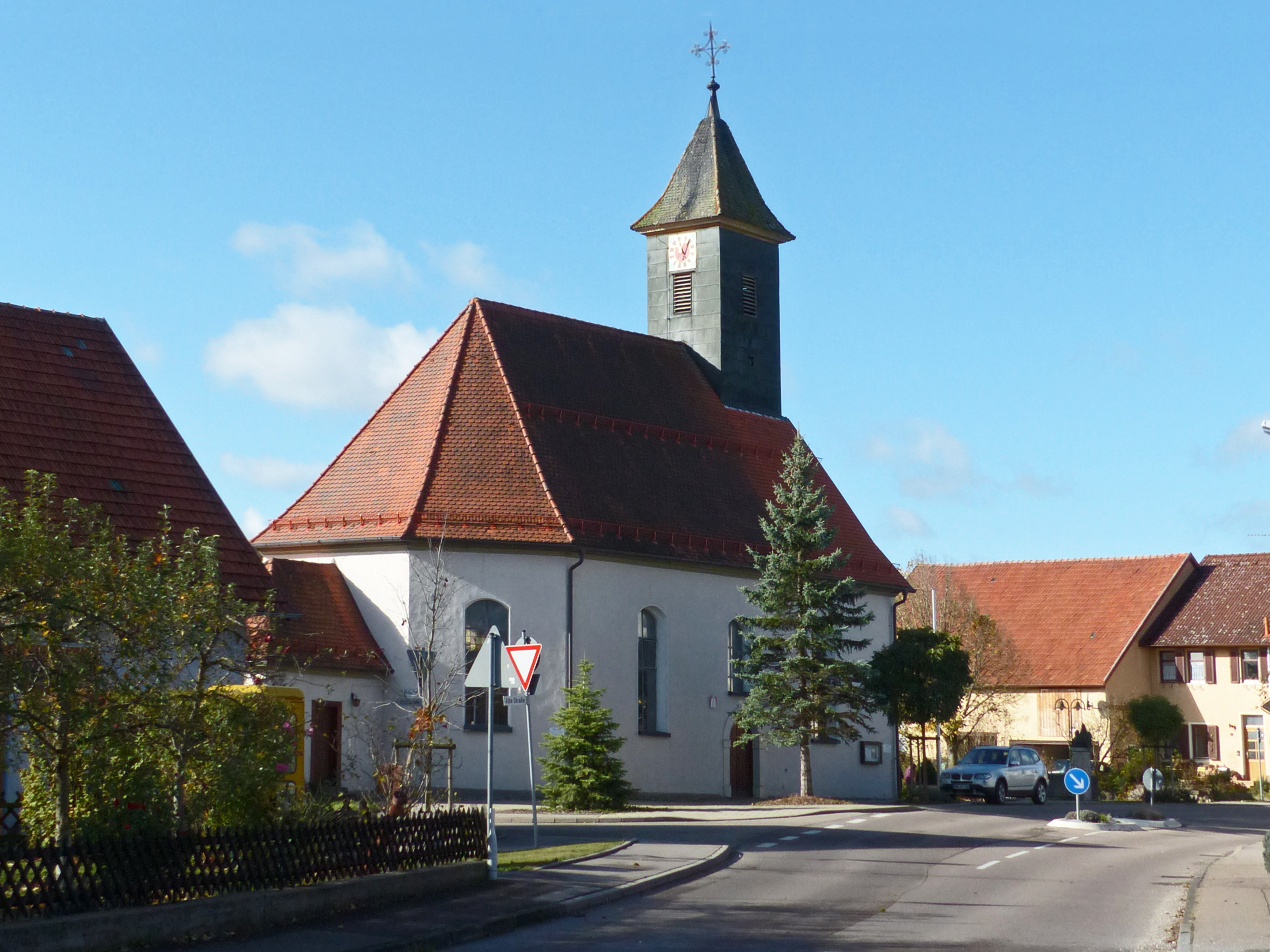
Evangelische Dorfkirche von Osten

Nach einer vorübergehenden Schließung im Jahre 1976 gibt es seit 1987 wieder eine Grundschule in Zang, die durch einen Bürgerentscheid im Januar 2018 auch weiterhin erhalten bleibt, obwohl der Königsbronner Gemeinderat 2017 eigentlich die erneute Schließung der Außenstelle beschlossen hatte. Außerdem besteht seit 1975 ein eigener Kindergarten im Ort.

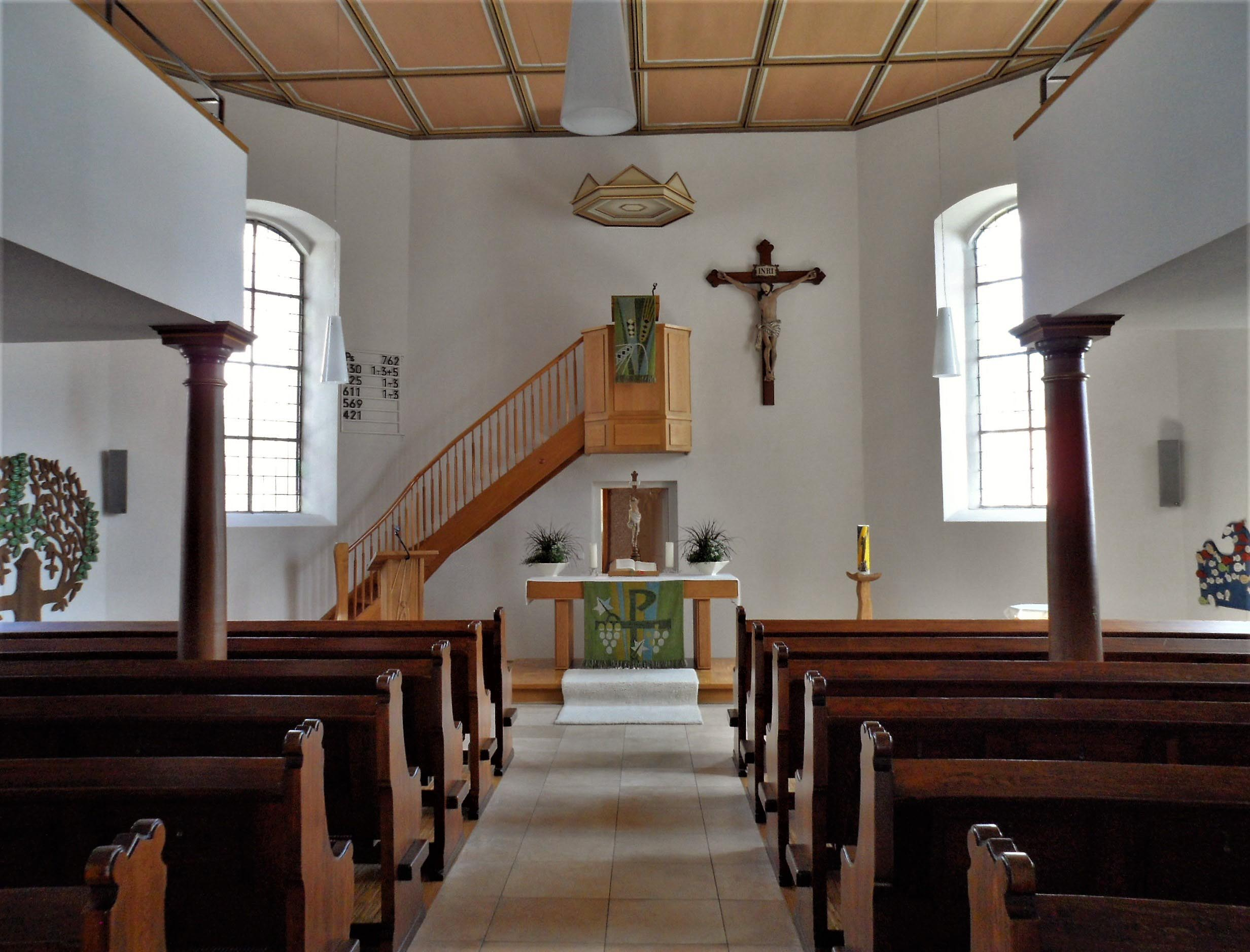
Inneres der evangelischen Dorfkirche

## Sehenswürdigkeiten

### Dorfkirche

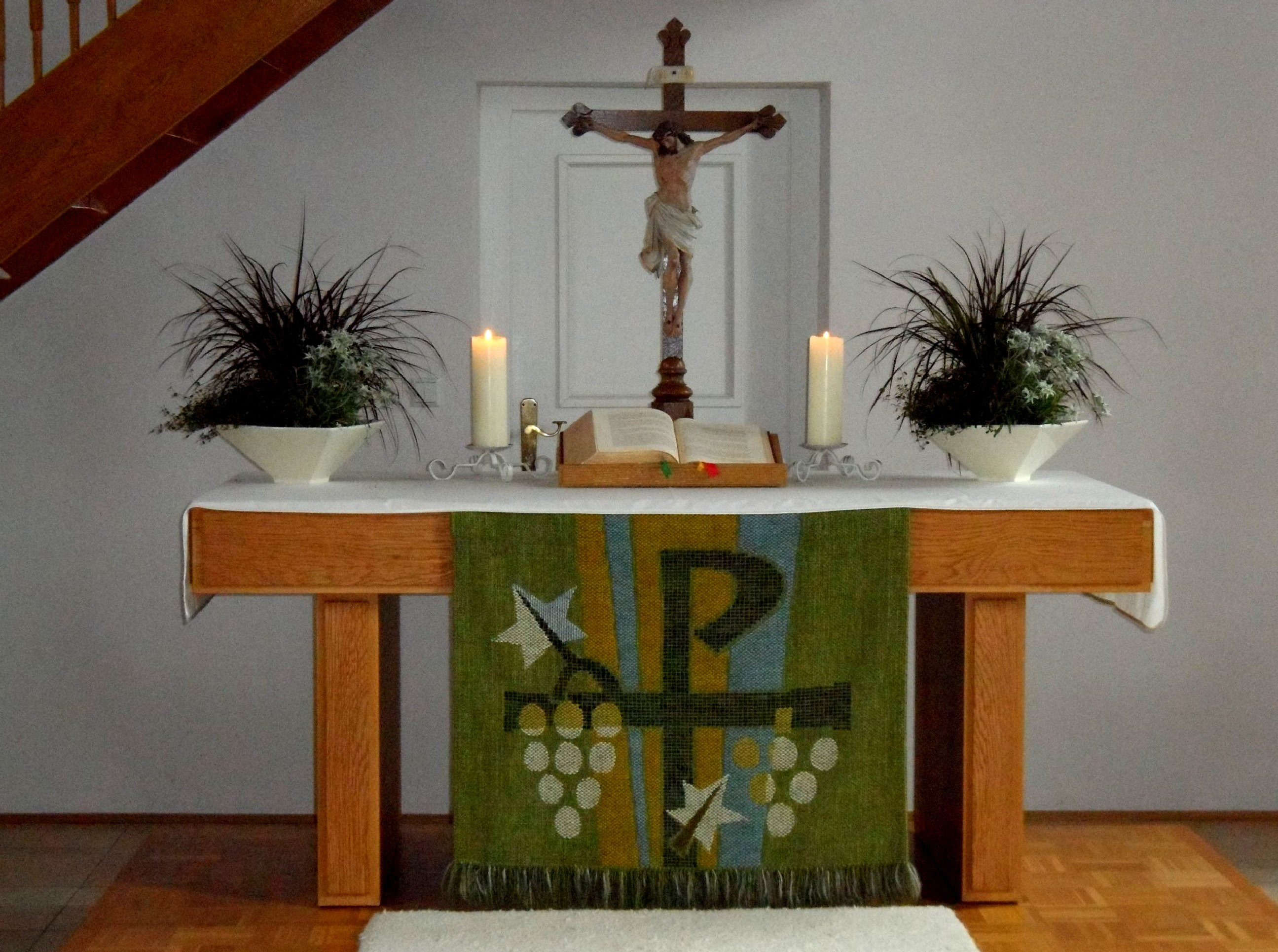
Altar der evangelischen Dorfkirche

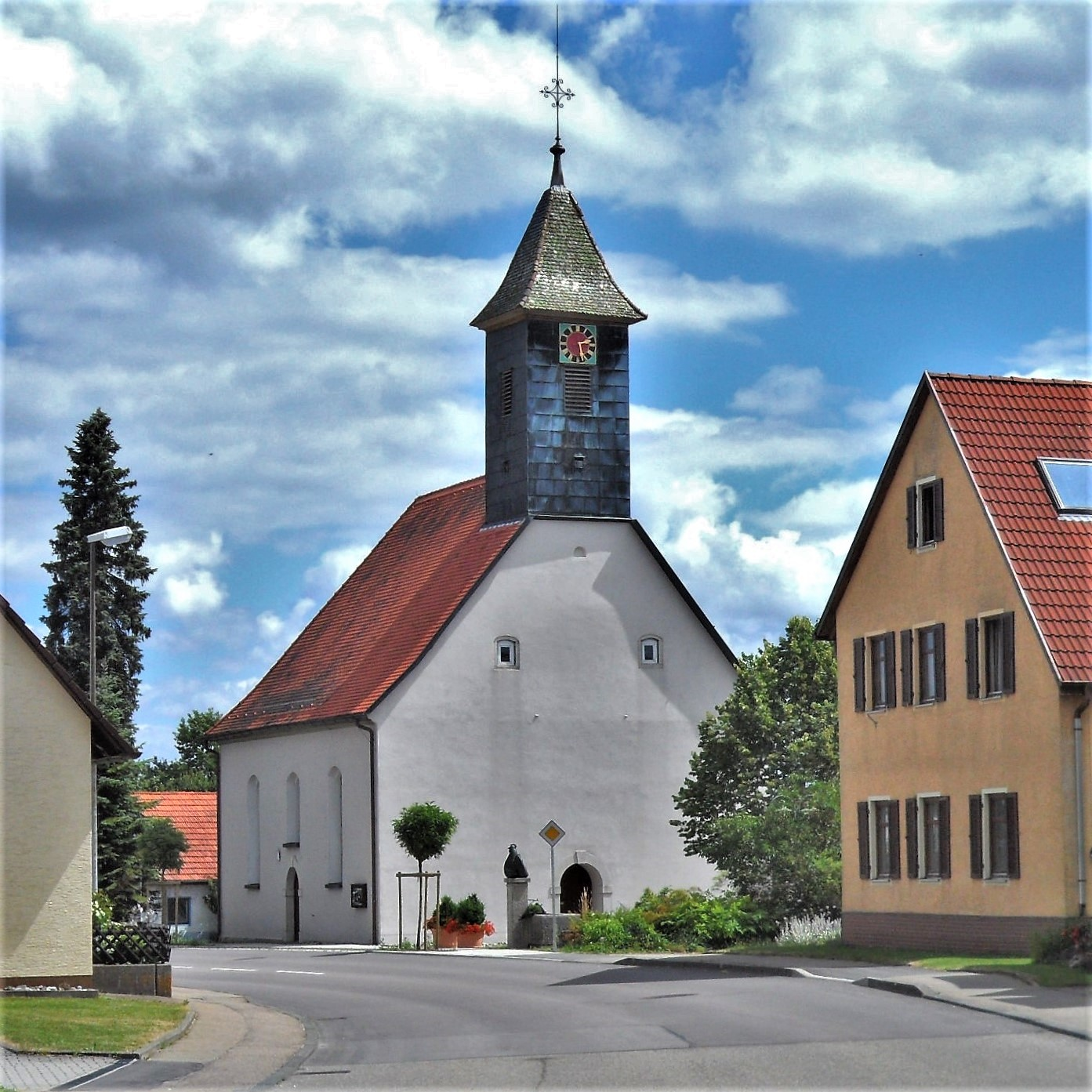
Evangelische Dorfkirche von Westen, erbaut 1781 von Kirchenrats-Baumeister Goez

Die evangelische Dorfkirche wurde 1781 anstelle der 200 Jahre alten Vorgängerkirche erbaut und ist mit ihrem Dachturm sowie ihrer beeindruckenden Kassettendecke ein sehenswertes Bauwerk. Sie wurde von Kirchenrats-Baumeister Wilhelm Friedrich Goez aus Ludwigsburg erbaut. Die Dorfkirche steht unter Denkmalschutz und ist eine der wenigen Kirchenbauten der Region, die mit einer Solarstromanlage ausgestattet sind (seit 2007).

### Dorfweiher

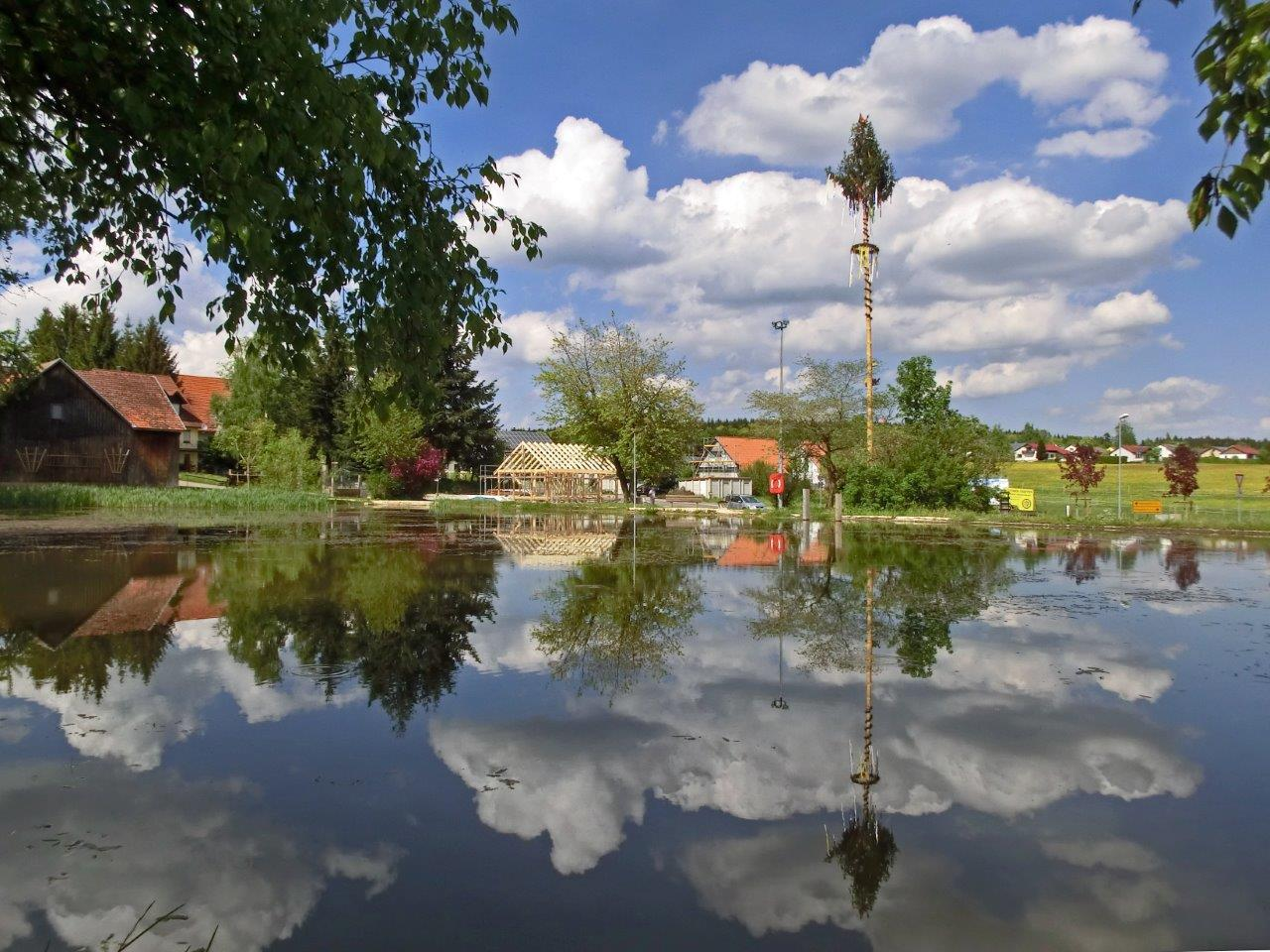
Zanger Weiher

Der Zanger Dorfweiher wurde bereits um 1500 von den Königsbronner Mönchen zur Fischzucht angelegt und diente später vorwiegend als Viehtränke. In jüngerer Zeit ist er im Winter auch bei Schlittschuhläufern beliebt, denen die Gemeinde sogar eine kleine Flutlichtanlage installierte.
Bis zum Ende des 20. Jahrhunderts noch ein intaktes Ökosystem mit Seerosen, Kaulquappen und Fröschen, veralgte der Weiher im Laufe der Zeit immer mehr – bis im Jahre 2014 der Zulauf und das gesamte Umfeld unter Mithilfe der Zanger Bevölkerung saniert und neu gestaltet wurden. Am Ufergelände plätschert nun Wasser aus einem gusseisernen Brunnen, und auf einer Schautafel gibt es Informationen über das historische Zang. Außerdem laden Sitzbänke zum geruhsamen Verweilen ein.

### Flurmark Kerbenhof

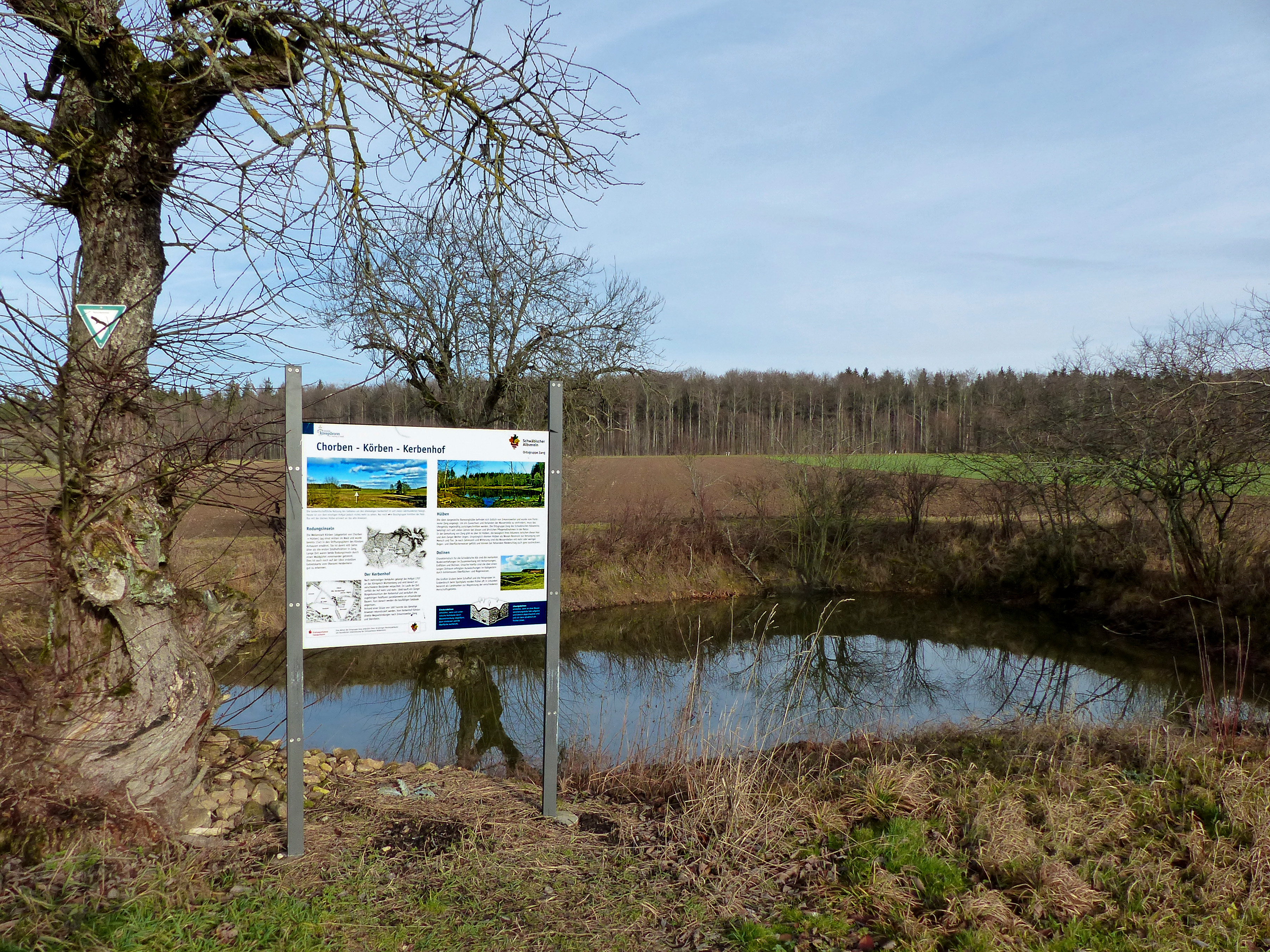
Kerbenhof-Hülbe

Weitere mittelalterliche Siedlungsspuren auf der heutigen Gemarkung Zang befinden sich auf der westlichen Flurmark Kerbenhof, wo einst ein ansehnliches Hofgut über viele Jahrhunderte hinweg bewirtschaftet wurde. Bereits 1143 taucht in den Stiftungsgütern des Klosters Anhausen der Name Körben auf und bezeichnet eine Weilerstatt, die mit Holz verwachsen ist.
Nach mehreren Besitzerwechseln gelangte das Hofgut 1707 an das Herzogtum Württemberg, wurde 1848 nach langwierigen Verhandlungen von Zanger Bürgern erworben und vergrößerte damit die Gemarkung um rund 70 Hektar. Noch im gleichen Jahr wurde das Gehöft wegen Baufälligkeit abgebrochen, so dass heute von der einstigen Bebauung nichts mehr zu sehen ist. Nur eine kleine, mit Buschwerk umsäumte Feldhülbe mit einer Schautafel erinnert jetzt noch an die historische Ansiedlung.

### Umgebung
Die weite Waldlichtung, in der die immer noch ländlich geprägte Ansiedlung liegt, wird besonders an den Wochenenden von Wanderern und Radfahrern zur Naherholung genutzt. Besonders in der wärmeren Jahreszeit lädt der Bänklesweg, ein von der Ortsgruppe Zang des Schwäbischen Albvereins mit einer Anzahl von idyllisch gelegenen Ruhebänken ausgestatteter Rundweg um den Ort, zu erholsamen Spaziergängen ein. Im Winter lockt die in der Umgebung bekannte Zanger Loipe zu ausgedehnten Langlauftouren.

## Politik
Als zu Königsbronn gehörig liegt Zang im Bundestagswahlkreis 270 Aalen-Heidenheim.

## Wappen
Das 1955 eingeführte Wappen des Ortes zeigt in Silber einen Abtsstab und drei Lindenblätter. Der Abtsstab bezieht sich auf die frühere Zugehörigkeit Zangs zum Kloster Königsbronn, während die Lindenblätter auf die waldreiche Umgebung verweisen.